# James Wattana
James Wattana (geboren als Wattana Pu-Ob-Orm en in 2003 zijn naam laten veranderen in Ratchapol Pu-Ob-Orm; Bangkok, 17 januari 1970) is een voormalig Thais professioneel snookerspeler.

## Carrière
Wattana won in 1986 op 16-jarige leeftijd zijn eerste grote toernooi, de Camus Thailand Masters. In 1989 ging hij op professioneel niveau spelen, na in 1988 de World Amateur Championship te hebben gewonnen. Het hoogtepunt van zijn carrière was midden jaren 90, toen hij tweemaal de Thailand Open won en de derde plaats wist te halen op de wereldranglijst. Tot dan werd de top van het professioneel snooker gedomineerd door Britten, en in mindere mate Ieren, Canadezen en Australiërs.
Wattana was de achtste professionele speler die meer dan 1 miljoen pond sterling aan prijzengeld wist te winnen. In 2007 bedroeg zijn totale hoeveelheid prijzengeld £1.75 miljoen. 
In zijn thuisland werd Wattana door zijn succes de populairste sportman van dat moment. Hij hielp mee snooker bekend te maken in Azië, waaronder in Hongkong en de Volksrepubliek China.
Inmiddels is Wattana gezakt naar de 93e plaats op de wereldranglijst. Hij was de eerste snookerspeler sinds 1992 die op een World Snooker Championship een match met 10-0 verloor. Dit gebeurde in 2005 in de laatste kwalificatieronde tegen Allister Carter. In 2008 nam Wattana deel aan de World Amateur Championships in Oostenrijk, maar verloor van Thepchaiya Un-Nooh. Hij won de Asian Championships in 2009.

## Gewonnen toernooien

### Professioneel
- Thailand Masters – 1986
- Hong Kong Challenge – 1990
- Humo Masters – 1992
- World Matchplay – 1992
- Strachan Open – 1992
- Thailand Open – 1994, 1995

### Amateur
- ACBS Asian Championship – 1986, 1988, 2009
- IBSF World Amateur Championship – 1988